# 레드 스톰 엔터테인먼트
레드 스톰 엔터테인먼트(Red Storm Entertainment)는 미국의 비디오 게임 개발사이자 유비소프트의 스튜디오이며 노스캐롤라이나주 캐리에 위치해 있다. 1996년 11월 톰 클랜시와 소프트웨어 개발사 Virtus Corporation 사이에 설립된 레드 스톰은 톰 클랜시 시리즈의 게임들을 개발한다. 유비소프트가 2000년 8월 이 스튜디오를 인수했다.

## 개발한 게임
- 고스트 리콘
- 톰 클랜시의 고스트 리콘 어드밴스트 워파이터
- 톰 클랜시의 고스트 리콘 어드밴스트 워파이터 2
- 톰 클랜시의 고스트 리콘 퓨처 솔저
- 파 크라이 3
- 파 크라이 4
- 톰 클랜시의 디비전
- 톰 클랜시의 디비전 2